# İzmir köfte

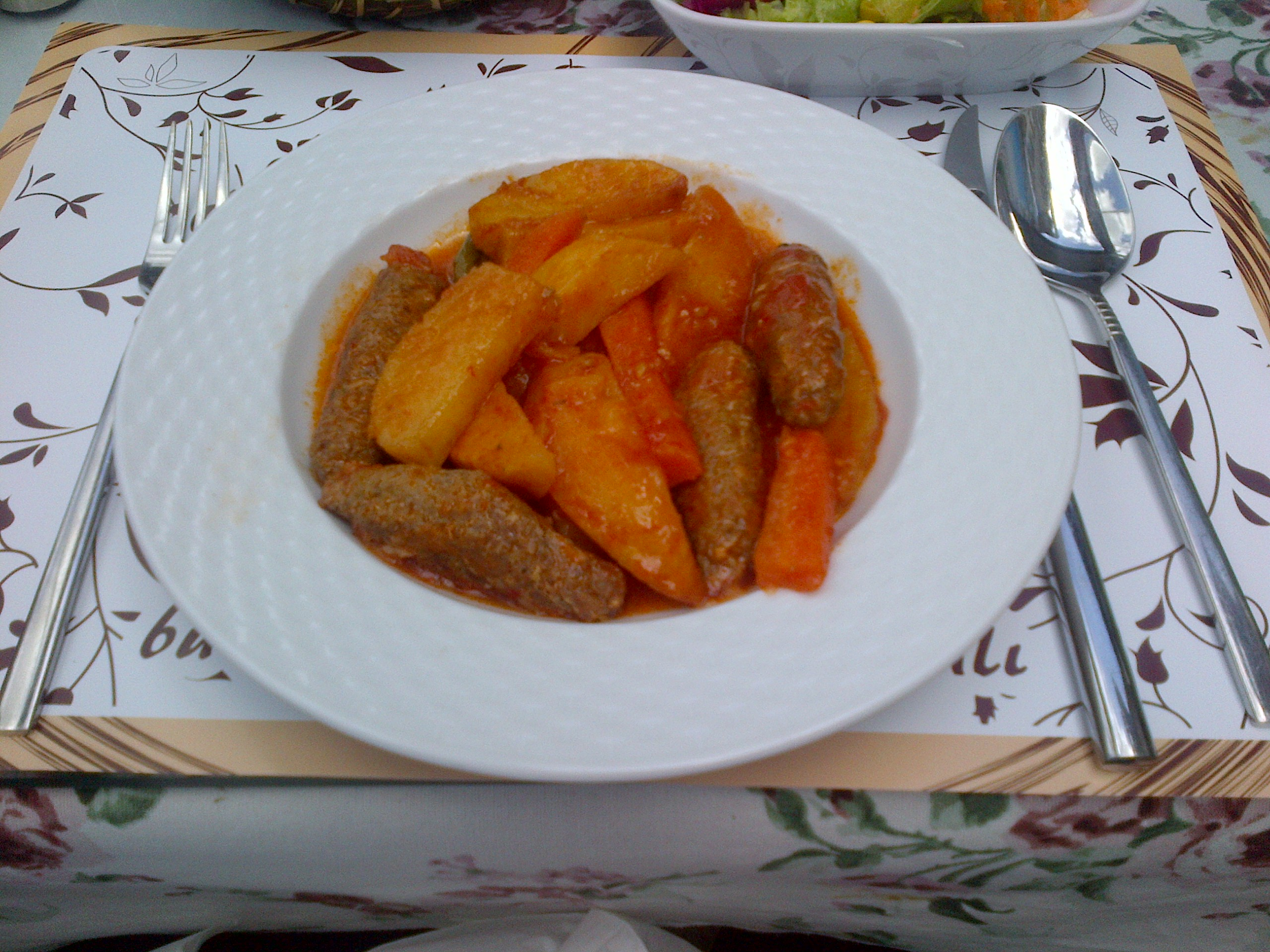
İzmir köfte a Ankara

Les İzmir köfte (en turc també İzmir köftesi) (en grec σουτζουκάκια σμυρνέικα, AFI [sudzu'kakca smir'neika]) o köftes d'Esmirna, són un plat típic de les cuines turca i grega que consisteix en unes mandonguilles allargades de carn, força especiades, servides en una salsa característica. El plat conté també patates i pastanagues a Turquia i sovint se serveix acompanyat amb pilav (arròs turc), o amb arròs o puré de patates, a Grècia.
Les mandonguilles solen ser fetes de carn de vedella o, a Grècia, d'una barreja de vedella i porc, amb pa ratllat, ou, all i julivert trinxats, comí molt, sal i pebre, enfarinades abans de fregir-les en oli d'oliva. També hi ha qui hi afegeix orenga o canyella molta.
La salsa d'aquest plat sol tenir tomàquet (o salça), vinagre (o vi a Grècia), ceba, all, sal, sucre i pebre, una fulla de llorer, i oli d'oliva. També hi ha qui hi afegeix pebre vermell o una branqueta de canyella.